# Joseph von Schneller

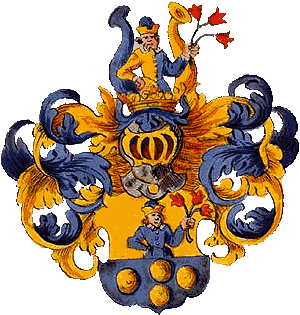
Wappen der Familie Schneller

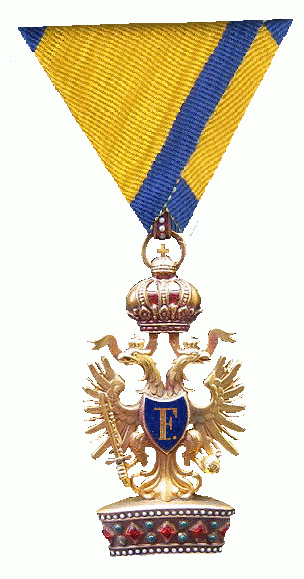
Orden der Eisernen Krone

Joseph von Schneller, ab 1883 Ritter von Schneller (* 9. Mai 1814 in Wien; † 20. Dezember 1885 ebenda) war ein österreichischer Arzt und k.u.k. Obersanitätsrat. Außerdem gilt er als Wegbereiter des modernen Gesundheits- und Sanitätswesens der ausgehenden k.u.k. Monarchie.

## Leben
Joseph von Schneller war der Sohn eines wohlhabenden Großhandelsdirektors. Er entstammte einem österreichischen Zweig des bereits seit dem 12. Jahrhundert beadelten Geschlechtes der Schneller (auch Schneller zu Lotstetten). Im Jahr 1834 begann er sein Medizinstudium an der Universität Wien. Im Jahr 1840 erhielt er den Doktortitel in Medizin und im Jahr 1841 den Doktortitel in Chirurgie.
Schneller trat 1840 dem Wiener medizinischen Doktoren-Kollegium bei und praktizierte als Arzt in Wien. Er begleitete Erzherzog Karl Ferdinand im Jahre 1842 auf einer Reise nach St. Petersburg, wo er Krankenhäuser und Wohlfahrtseinrichtungen besuchte. Er bereiste 1857 in offiziellem Auftrag die Bäder in den Ländern der böhm. Krone sowie Ungarn, 1862 die dt. Staaten, Belgien, England, Frankreich und die Schweiz, 1867 Italien, 1872 die Türkei, Griechenland, Kleinasien sowie Ägypten, 1881 die skandinav. Staaten, 1882 Südfrankreich sowie Spanien um sich mit den sanitätsdienstlichen Verhältnissen vor Ort vertraut zu machen.
Schneller war auch als Publizist tätig und beschäftigte sich zunächst mit den Wirkungen von Arzneimitteln und später mit Infektionskrankheiten. Er setzte sich für eine allgemeine Impfpflicht ein und arbeitete an einem entsprechenden Gesetzesentwurf im Auftrag des Obersten Sanitätsrats. Neben seiner medizinischen Arbeit befasste er sich auch mit Fragen der Schulhygiene und der Wasserversorgung in Wien.
Eine bedeutende Rolle spielte Schneller im Wiener medizinischen Doktoren-Kollegium, wo er verschiedene Funktionen innehatte, darunter Dekan und Vorsitzender des wissenschaftlichen Ausschusses. Er war auch in anderen Organisationen engagiert, wie der Witwen- und Waisen-Societät und dem Komitee zur Wahrung der Standesinteressen. Sein Engagement führte zur Gründung der Sektion für öffentliche Gesundheitspflege.
Aufgrund seiner Leistungen wurde Schneller als Medizinalrat und später in den Obersten Sanitätsrat berufen. Im Jahr 1883 wurde er für seine Verdienste von Kaiser Franz Joseph mit dem Orden der Eisernen Krone ausgezeichnet und laut den Statuten in den erblichen österreichischen Ritterstand erhoben. Er war Referent für Mineralquellen und Bäder und wurde zum Vizepräsidenten gewählt. Seine Arbeit trug wesentlich zur Entwicklung des öffentlichen Gesundheitswesens der k.u.k. Monarchie bei.